# Курегово (Глазовський район)
Куре́гово (рос. Курегово) — присілок в Глазовському районі Удмуртії, Росія.

## Населення
Населення — 413 осіб (2010; 487 в 2002).
Національний склад станом на 2002 рік:
- удмурти — 68 %
- росіяни — 28 %

## Урбаноніми[3]
- вулиці — Миру, Нова, Першотравнева
- провулки — Зарічний, Шкільний